# Chinese Weiqi Association
Chinese Weiqi Association (chinesisch 中国围棋协会), oder auch Chinese Go Association, wurde 1962 in Hefei, Anhui gegründet, und ist die größte Go-Organisation in China. Als Zweig der Zhongguo Qiyuan beaufsichtigt sie sowohl professionelle Go-Spieler als auch starke Amateure und hat die gleiche Funktion wie die japanische Nihon Kiin und andere ähnliche Go-Organisationen.
Die Chinese Weiqi Association wurde 1982 Mitglied der International Go Federation.

## Liste der Vorsitzenden
- Li Menghua (李梦华): 1962–1988
- Chen Zude (陈祖德): 1988–2006
- Wang Runan (王汝南): 2006–2017
- Lin Jianchao (林建超): 29. Dezember 2017[3]–heute

## Externe Weblinks
- keine offizielle Webseite